# Cuerpo cósmico
Se llama cuerpo cósmico en general, a aquel que integra el universo, en particular se llaman cuerpos cósmicos, materia cósmica, la que está fuera del globo terráqueo y a esta se le da el nombre de cuerpo o materia sublunar.
Los antiguos creían que la materia cósmica gozaba de propiedades muy diversos de los que observamos en nuestra Tierra, pero los estudios modernos, el análisis de aerolitos y, sobre todo, la espectroscopía, han manifestado que los elementos que hay en el Sol y en las estrellas son los mismos que constituyen los cuerpos terrestres. El helio, elemento que se creía propio del Sol, es hoy contado entre los elementos que se manejan en el laboratorio químico. La materia cósmica es todo lo que existe.